# Moabitica
Moabitica (pl. von lat. Moabiticum = Moabitisches) oder Pseudo-Moabitica werden Inschriften in nordwestsemitischen (kanaanäischen) Sprachen oder archäologische Artefakte genannt, die um 1870 nach dem Fund der Mescha-Stele in großer Zahl auftauchten und von der seriösen Forschung schnell als Fälschungen erkannt wurden. Der Name bezieht sich auf die antike Landschaft Moab im Ostjordanland, in der 1868 die Mescha-Stele gefunden worden war.
Zu den Moabitica gehört vermutlich auch die 1873 in Brasilien aufgetauchte Inschrift von Paraíba in phönizischer Sprache.
Der Jerusalemer Antiquitätenhändler Moses Wilhelm Shapira (1830–1884), der dem preußischen Kultusministerium gefälschte moabitische Tongefäße verkauft hatte, erschoss sich später, als weitere Fälschungen aufflogen.

## Zitat
„Die Moabitica sind Vogelscheuchen, welche auch kluge Spatzen von den guten Früchten fern halten“